# Petit Cervin
Le Petit Cervin (en alémanique : Klein Matterhorn) est un sommet des Alpes valaisannes culminant à 3 882 m, à ne pas confondre avec le Cervin lui-même, qui se trouve à sept kilomètres au nord-ouest.

## Géographie
Le Petit Cervin est situé dans le Sud-Ouest de la Suisse, dans le canton du Valais et le district de Viège, sur le territoire communal de Zermatt. Il se trouve à une quarantaine de kilomètres au sud-est de Sion, à l'extrémité méridionale de la vallée de Zermatt, et seulement 1,3 kilomètre de la frontière italienne. Il fait partie des Alpes valaisannes. Il est dominé à l'est par le Breithorn (4 164 m). Le Petit Cervin marque l'extrémité occidentale du chaînon montagneux qui s'étend du mont Rose vers le col de Saint-Théodule et est séparé du Cervin par le col de Saint-Théodule.

## Histoire
La première ascension reconnue est attribuée au savant genevois Horace-Bénédict de Saussure en 1792. Selon ses dires, l'ascension non dépourvue de dangers, en valait largement la peine et offrait un panorama des plus spectaculaires.

## Activités

### Domaine skiable
Le Petit Cervin fait partie de la station de ski de Zermatt, ouverte toute l'année. Le domaine skiable d'été de Zermatt est le plus grand et le plus haut d'Europe. Le Dos de Rollin, à quelques centaines de mètres au sud du Petit Cervin, à la frontière italo-suisse, culmine à 3 899 m d'altitude, et représente le plus haut point atteignable d'un domaine skiable européen. De là, une descente directe à la station de ski de Breuil-Cervinia via le plateau Rosa ou le col de Saint-Théodule est possible.

### Téléphériques

#### Première installation

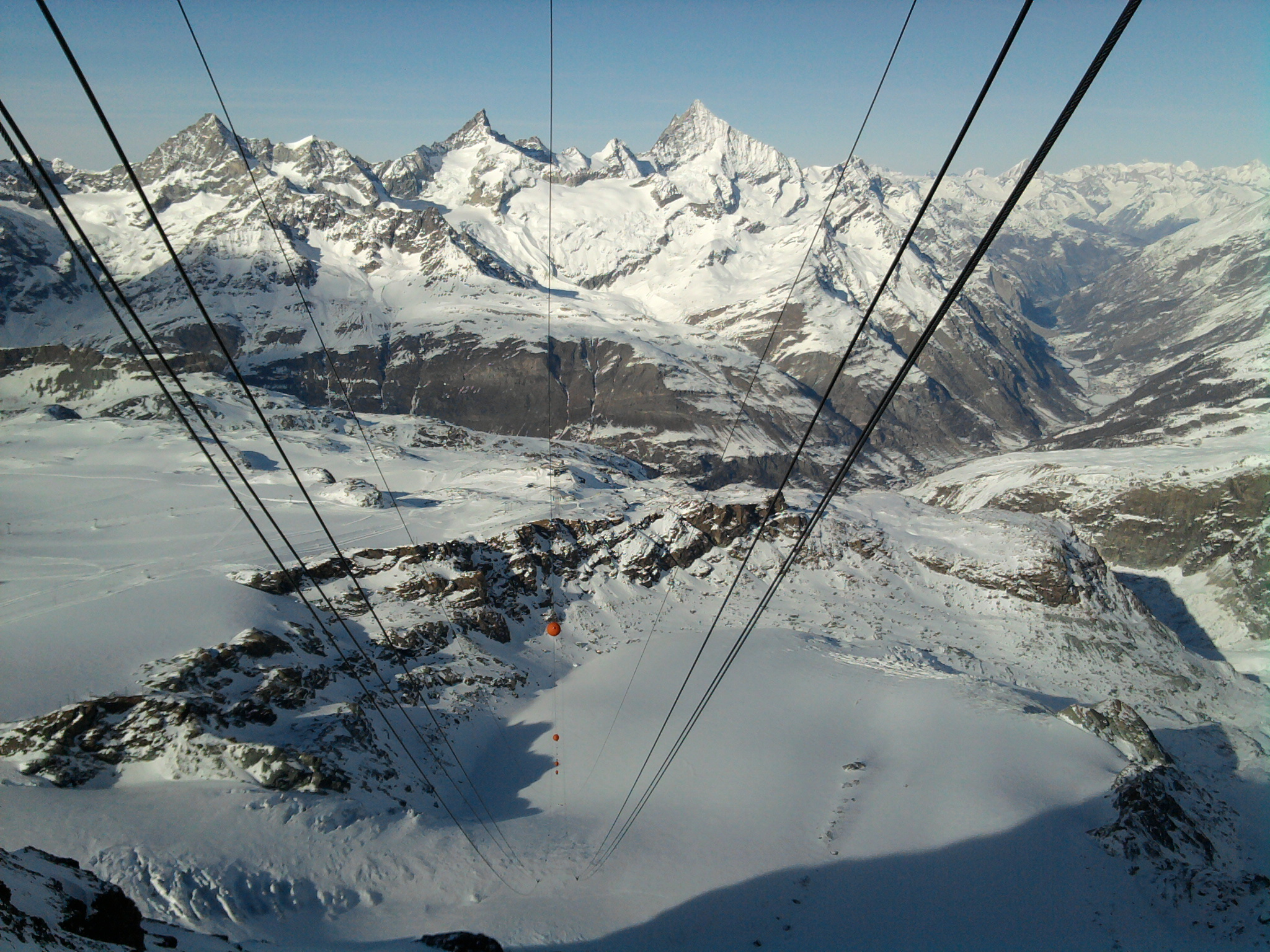
Le téléphérique du petit Cervin.

Depuis le 23 décembre 1979, le Petit Cervin est le plus haut point accessible d’Europe par téléphérique. Avec l'inauguration du téléphérique d'accès, le Petit Cervin prit de l'importance, tant pour les alpinistes que pour les touristes et les skieurs alpins venant de la station de Zermatt. Cette installation a ouvert le plus grand domaine de ski alpin d'été de Suisse, devançant le deuxième en importance, celui du glacier de Fee. Les infrastructures du Petit Cervin sont renommées Matterhorn Glacier Paradise après la fusion de remontées mécaniques en 2002.

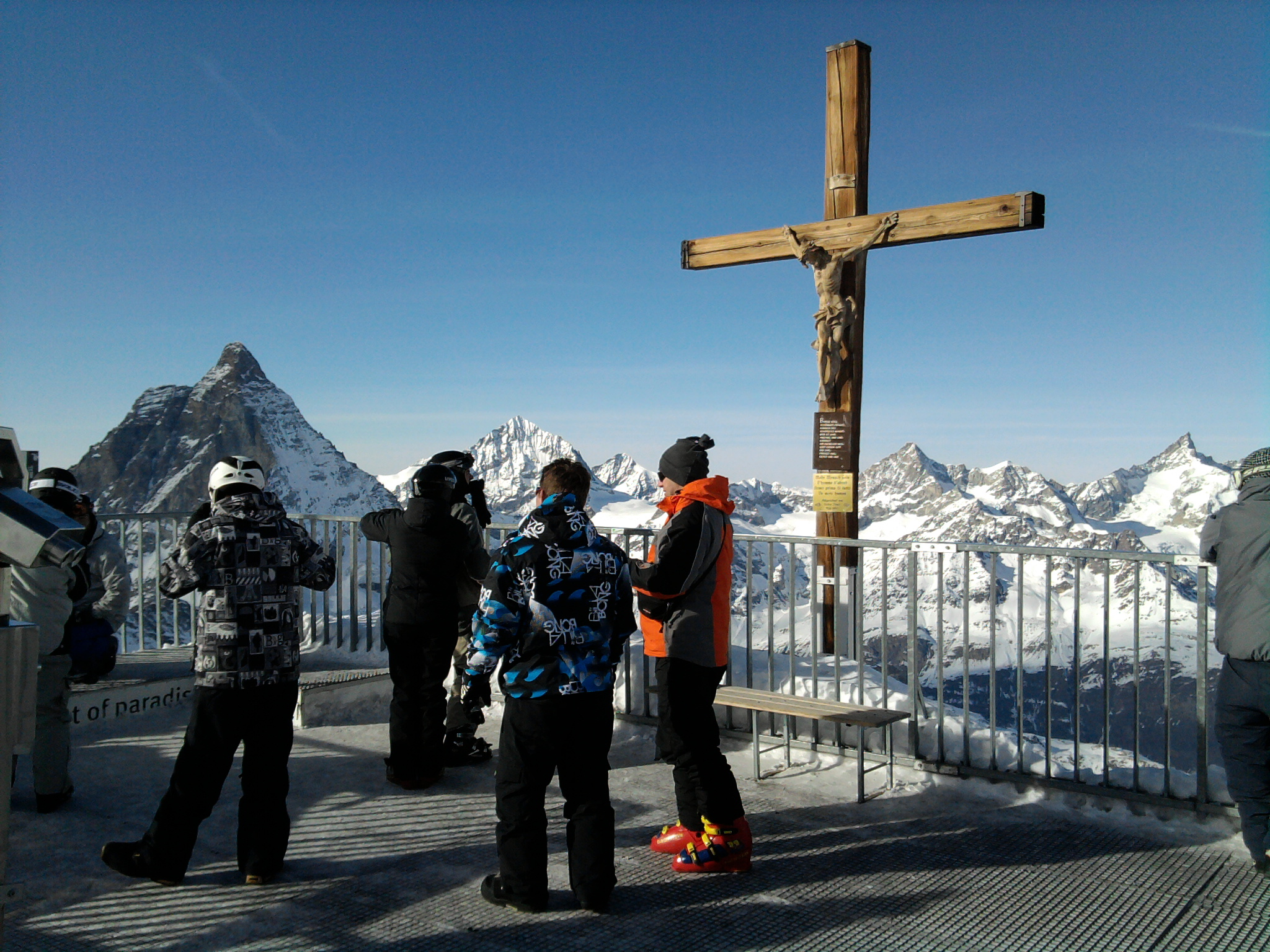
La plate-forme à 3882 m.

La plate-forme d'observation du sommet.

La station d’arrivée du téléphérique du Petit Cervin se trouve sur sa face nord et culmine à 3 820 m d'altitude. Depuis là, un tunnel d’environ 160 m de long le traverse et ressort sur sa face sud sur le glacier du plateau du Breithorn. Au milieu du tunnel, un ascenseur puis un escalier extérieur mènent au sommet du Petit Cervin à 3 882 m d'altitude. À son sommet, une plate-forme offre une vue panoramique à 360° sur les sommets environnants de Suisse, d'Italie et de France. Le téléphérique a été construit par Von Roll et les cabines, pouvant accueillir jusqu'à 100 passagers chacune, ont été fournies par CWA. Il présente 890 m de dénivelé et 3 671 m de longueur. La ligne du téléphérique est si longue que les cabines perdent d’abord de l'altitude, jusqu’à ce qu’elles entament la montée de plus en plus raide jusqu’à la gare d'arrivée. Avec une longueur entre deux pylônes consécutifs de 2 885 m, il effectue la plus longue portée de Suisse. L'entraînement comporte 12 roues par corde. La cabine avance à une vitesse linéaire maximale de 8 mètres par seconde (28,8 kilomètres par heure) et atteint ainsi un débit maximal de 600 personnes par heure. En raison de la vitesse relativement élevée, les personnes sensibles ont souvent des maux de tête et d'autres symptômes du mal d'altitude.

#### Seconde installation: téléphérique 3S
En avril 2018, la Zermatt Bergbahnen AG a construit un deuxième téléphérique de type 3S sur le Petit Cervin. Les stations de départ et d'arrivée sont très proches de celles de l'autre téléphérique. Ouvert le 29 septembre 2018, il a été construit sur 100 jours en été. Avec l'ancien téléphérique, il s'agit du plus haut réseau de téléphérique au monde,. La capacité de transport a ainsi augmenté de 2 000 personnes par heure et l'exploitation est désormais possible toute l'année. La ligne comprend 25 cabines de 28 sièges chacune. Le fabricant des cabines est SIGMA et le design a été imaginé par Pininfarina. Le trajet dure environ 9 minutes (pour une vitesse nominale de 7,5 m s−1).

### Restaurant

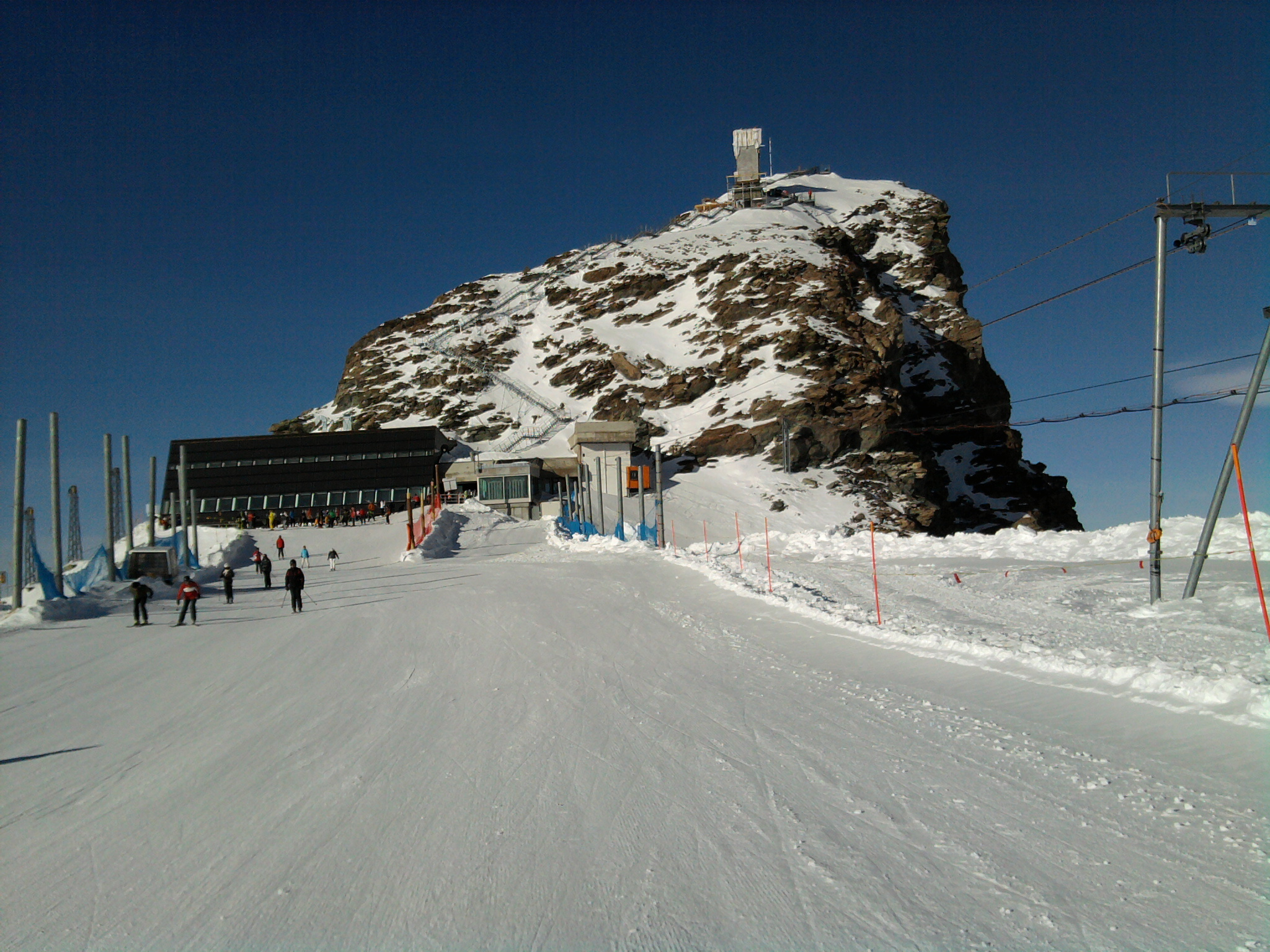
Vue des installations touristiques sur le versant sud du Petit Cervin.

Pour la saison d'hiver 2008-2009, juste en dessous du sommet, une infrastructure touristique comprenant un restaurant et un hébergement pour alpinistes a été réalisée. Le bâtiment a été construit selon les normes énergétiques en vigueur. Le restaurant, qui se trouve à la sortie du tunnel sur la face sud du Petit Cervin, est le plus haut restaurant d’Europe, se situant à 3 820 m d'altitude. Il a été repensé en 2013.

### Projets

#### Restaurant
En 2006, un concours a été organisé à Zermatt pour embellir et moderniser le Petit Cervin. L’artiste Heinz Julen a proposé de construire une pyramide de verre avec hôtel et restaurant avec une rampe de verre sous-jacente menant à une plate-forme d’observation. En outre, ce bâtiment devait être réalisé conformément aux normes les plus récentes en matière de technologie pour l’approvisionnement en eau et en énergie autonome. Cependant, cette idée n'ayant pas été concrétisée, ils optèrent pour un restaurant proposant un hébergement pour les alpinistes du côté sud du Petit Cervin.

#### Remontées mécaniques
En outre, une connexion entre la Tête Grise et le Petit Cervin est prévue dans un avenir proche. Actuellement, deux variantes sont à l'étude : un prolongement du téléphérique exploité indépendamment ou la création d'un autre téléphérique 3S. La capacité dépendra de la variante finalement choisie. Cette installation permettra donc également de relier les stations de ski suisses et italiennes.